# Használati eset diagram

UML használati eset diagram egy ügyfél (szereplő) interakciójához egy étteremben (a rendszer)

A használati eset diagram (angolul: use case diagram) a felhasználó lehetséges interakcióinak grafikus ábrázolása egy rendszerrel. A használati eset diagram különböző típusú felhasználókat mutat be, akikkel a rendszer rendelkezik, és gyakran más típusú diagramok is kísérik használatát. Az egyes használati eseteket jelölhetik körök vagy ellipszisek. A rendszerben szereplőket gyakran pálcikafigurákkal jelölik.

## Alkalmazás
Noha a használati eset önmagában is részletezhet minden lehetőséget, viszont egy használati eset diagram segíthet magasabb szintű képet adni a rendszerről. Korábban a következőket mondták a használati eset diagramról: "A használati eset diagramok a rendszer tervrajzai".
A leegyszerűsített jellegük miatt a használati eset diagramok jó kommunikációs eszközt jelenthetnek a projektben érdekelt felek számára. A rajzok megpróbálják a valós világot leképezni és egyfajta képet mutatni az érdekelt felek számára, hogy azok megértsék, hogyan tervezik a rendszert. Siau és Lee végzett kutatást annak érdekében, hogy volt-e egyáltalán olyan helyzet, ahol a használati eset diagramokra szükség volt, vagy azok teljes mértékben elhagyhatóak lettek volna. Kutatásuk végén azt a megállapítást találták, hogy a használati eset diagramok egyszerűbben közvetítették a rendszer szándékát az érintettek számára, valamint "teljesebben értelmezték, mint az osztálydiagramokat".

## Bibliográfia
- Gemino, A., Parker, D. (2009) "Use case diagrams in support of use case modeling: Deriving understanding from the picture", Journal of Database Management, 20(1), 1-24.
- Jacobson, I., Christerson M., Jonsson P., Övergaard G., (1992). Object-Oriented Software Engineering - A Use Case Driven Approach, Addison-Wesley.
- Kawabata, R., Kasah, K. (2007). "Systems Analysis for Collaborative System by Use Case Diagram", Journal of Integrated Design & Process Science, 11(1), 13–27.
- McLaughlin, B., Pollice, G., West, D. (2006). Head First Object Oriented Analysis and Design, O'Reilly Media, Inc.

## Fordítás
Ez a szócikk részben vagy egészben  az   Use case diagram című angol Wikipédia-szócikk ezen változatának fordításán alapul.  Az eredeti cikk szerkesztőit annak laptörténete sorolja fel. Ez a jelzés csupán a megfogalmazás eredetét és a szerzői jogokat jelzi, nem szolgál a cikkben szereplő információk forrásmegjelöléseként.